# OMC-1

La Nebulosa di Orione.

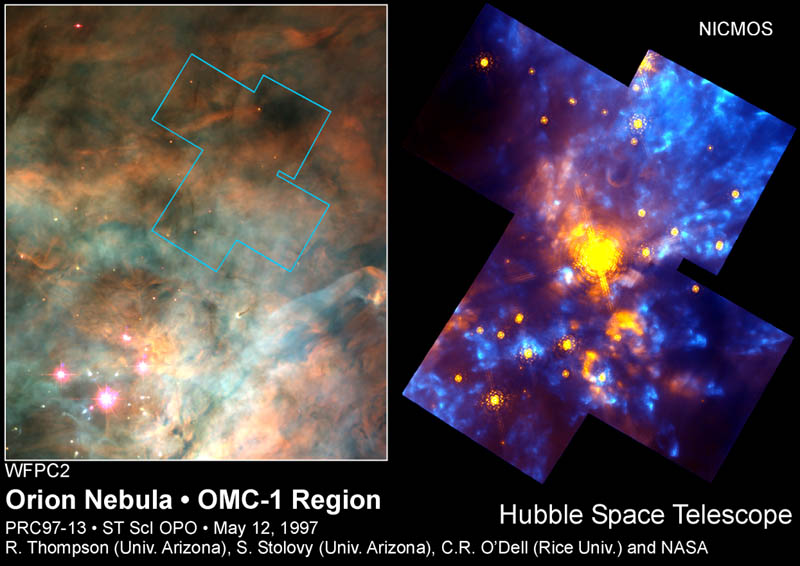
Sezione della Nebulosa di Orione, uno dei più grandi complessi nebulosi della Via Lattea, con in risalto OMC-1.

OMC-1 (sigla di Orion Molecular Cloud 1) è una nube molecolare interna alla Nebulosa di Orione.

## Caratteristiche
La nube è centrata circa un grado a nord-ovest del brillante ammasso del Trapezio e rimane invisibile nella banda della luce visibile; il Telescopio Spaziale Hubble ha ripreso all'infrarosso l'area, mostrando sotto uno strato di nubi intense un notevole numero di protostelle circondate da strutture nebulose. Il processo di formazione stellare è qui molto intenso: il gas è in rapido movimento vorticoso, contribuendo alla formazione di stelle di grande massa; all'interno di questo grande complesso molecolare sono presenti due strutture connesse: l'Oggetto di Becklin-Neugebauer e la Nebulosa di Kleinmann-Low.

## L'Oggetto di Becklin-Neugebauer
Si tratta di una sorgente di radiazione infrarossa molto intensa associata con una nube di polvere interstellare che circonda stelle di nuova formazione; si tratta dell'oggetto più grande del cielo (dopo il Sole) osservabile alla lunghezza d'onda di 10 micron.
Le sue dimensioni sono paragonabili a quelle dell'intero sistema solare ed ha una temperatura superficiale di soli 700 kelvin; al suo interno si trova una stella luminosa con una massa paragonabile a quella di 15 masse solari e una temperatura di almeno 26 000 K. Il suo processo di formazione circonda anche le stelle del Trapezio, la cui radiazione esercita una pressione sulla nebulosa che le circonda. In direzione del nostro sistema solare, le polveri sono state già disperse, mentre dalla parte opposta a noi la pressione esercitata dal vento solare delle stelle del Trapezio continua a comprimere il gas, favorendo la formazione stellare e creando la struttura dell'oggetto di Becklin-Neugebauer che noi osserviamo.

## La Nebulosa di Kleinmann-Low
Si tratta di una sorgente di radiazione infrarossa molto intensa ed estesa, ma con una superficie relativamente fredda, di circa 600 K; è la parte più attiva della Nebulosa di Orione. Si trova a circa 1' a nord-ovest dell'ammasso del Trapezio e circa 12" a sud dell'Oggetto di Becklin-Neugebauer. La nebulosa consiste in un gruppo di stelle in formazione circondato da una nube di polvere molecolare. Invisibile nella banda della luce visibile, si evidenzia molto bene all'infrarosso, alla lunghezza d'onda di 20 micron; il vento solare caldo, originato dalle stelle giovani più massive, permea e riscalda il gas circostante, causando delle strutture allungate. Vicino al centro della nebulosa brilla una stella particolarmente attiva, nota come IRc2, con una massa di circa 30 masse solari. Tra le molecole rilevate all'interno della nube vi è anche il monossido di carbonio (CO).